# 皂皮树属
皂皮树属（学名：Quillaja）是豆目皂皮树科的一属，也是皂皮树科的唯一现生属，目前已知仅有2个受承认的物种，全部分布在南美洲的温带地区，都是小乔木或灌木，其树皮可以提取含皂甙类物质，可以作为清洗剂。
以前的分类法将其列入蔷薇科，1998年根据基因亲缘关系分类的APG 分类法将其单独分出一个科，列入豆目。

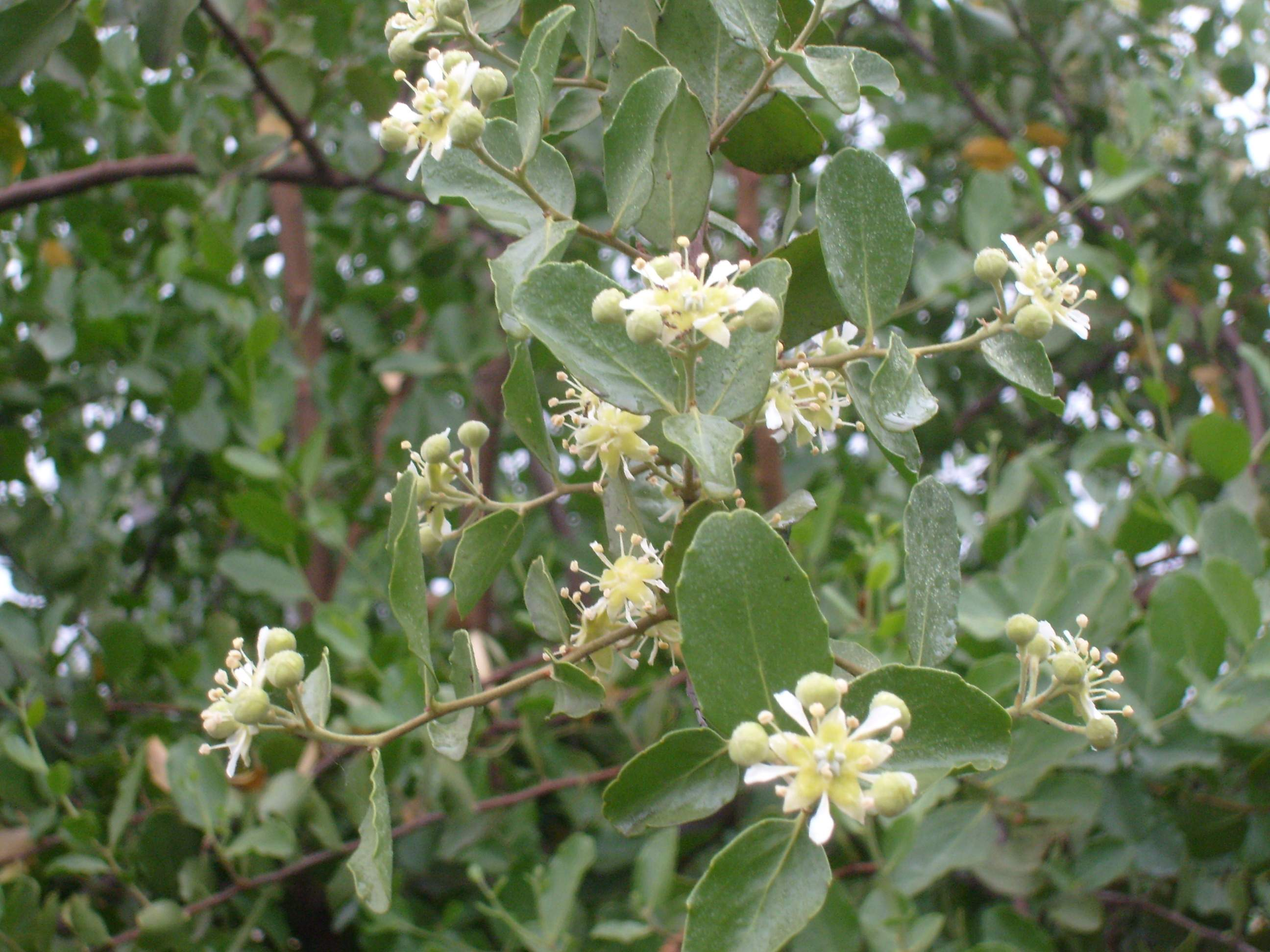

## 物种
本属包括以下物种：
- 柳叶皂皮树 Quillaja brasiliensis (A.St.-Hil. & Tul.) C.Mart.
- Quillaja saponaria Molina
- Quillaja saponaria Poir.
- Quillaja smegmadermis St.Laz.